# Ilhan Fandi
Ilhan bin Fandi Ahmad (Singapore, 8 novembre 2002) è un calciatore singaporiano, attaccante del Buriram Utd e della nazionale singaporiana.

## Carriera

### Club
Cresciuto nella i2i Football Academy, ha iniziato la sua carriera in patria, vestendo le maglie di Young Lions e Albirex Niigata Singapore in massima divisione.
Il 12 dicembre 2022 viene acquistato dai belgi del Deinze, firmando un contratto valido fino al 2024, con decorrenza a partire dal 1º gennaio 2023.

### Nazionale
Ha giocato nella nazionale Under-23 di Singapore.
Il 29 maggio 2021 ha esordito con la nazionale maggiore singaporiana, disputando l'amichevole pareggiata per 1-1 contro l'Afghanistan. L'anno seguente ha giocato invece anche con l'Under-23.

## Statistiche

### Presenze e reti nei club
Statistiche aggiornate al 12 gennaio 2023.
| Stagione           | Squadra                   | Campionato         | Campionato | Campionato | Coppe nazionali | Coppe nazionali | Coppe nazionali | Coppe continentali | Coppe continentali | Coppe continentali | Altre coppe | Altre coppe | Altre coppe | Totale | Totale |
| Stagione           | Squadra                   | Comp               | Pres       | Reti       | Comp            | Pres            | Reti            | Comp               | Pres               | Reti               | Comp        | Pres        | Reti        | Pres   | Reti   |
| ------------------ | ------------------------- | ------------------ | ---------- | ---------- | --------------- | --------------- | --------------- | ------------------ | ------------------ | ------------------ | ----------- | ----------- | ----------- | ------ | ------ |
| 2019               | Young Lions               | PL                 | 4          | 2          |                 | -               | -               |                    | -                  | -                  |             | -           | -           | 4      | 2      |
| 2020               | Young Lions               | PL                 | 8          | 2          |                 | -               | -               |                    | -                  | -                  |             | -           | -           | 8      | 2      |
| 2021               | Young Lions               | PL                 | 18         | 7          |                 | -               | -               |                    | -                  | -                  |             | -           | -           | 18     | 7      |
| gen.-apr. 2022     | Young Lions               | PL                 | 3          | 2          |                 | -               | -               |                    | -                  | -                  |             | -           | -           | 3      | 2      |
| Totale Young Lions | Totale Young Lions        | Totale Young Lions | 33         | 13         |                 | -               | -               |                    | -                  | -                  |             | -           | -           | 33     | 13     |
| apr.-dic. 2022     | Albirex Niigata Singapore | PL                 | 18         | 15         |                 | -               | -               |                    | -                  | -                  |             | -           | -           | 18     | 15     |
| gen.-giu. 2023     | Deinze                    | D2                 | 0          | 0          | CB              | -               | -               |                    | -                  | -                  |             | -           | -           | 0      | 0      |
| Totale carriera    | Totale carriera           | Totale carriera    | 51         | 28         |                 | -               | -               |                    | -                  | -                  |             | -           | -           | 51     | 28     |

### Cronologia presenze e reti in nazionale
| Cronologia completa delle presenze e delle reti in nazionale ― Singapore | Cronologia completa delle presenze e delle reti in nazionale ― Singapore | Cronologia completa delle presenze e delle reti in nazionale ― Singapore | Cronologia completa delle presenze e delle reti in nazionale ― Singapore | Cronologia completa delle presenze e delle reti in nazionale ― Singapore | Cronologia completa delle presenze e delle reti in nazionale ― Singapore | Cronologia completa delle presenze e delle reti in nazionale ― Singapore | Cronologia completa delle presenze e delle reti in nazionale ― Singapore |
| Data                                                                     | Città                                                                    | In casa                                                                  | Risultato                                                                | Ospiti                                                                   | Competizione                                                             | Reti                                                                     | Note                                                                     |
| ------------------------------------------------------------------------ | ------------------------------------------------------------------------ | ------------------------------------------------------------------------ | ------------------------------------------------------------------------ | ------------------------------------------------------------------------ | ------------------------------------------------------------------------ | ------------------------------------------------------------------------ | ------------------------------------------------------------------------ |
| 29-5-2021                                                                | Dubai                                                                    | Singapore                                                                | 1 – 1                                                                    | Afghanistan                                                              | Amichevole                                                               | -                                                                        | 46’                                                                      |
| 3-6-2021                                                                 | Riad                                                                     | Palestina                                                                | 4 – 0                                                                    | Singapore                                                                | Qual. Mondiali 2022                                                      | -                                                                        | 46’                                                                      |
| 26-3-2022                                                                | Kallang                                                                  | Singapore                                                                | 2 – 1                                                                    | Malaysia                                                                 | Amichevole                                                               | -                                                                        | 71’                                                                      |
| 29-3-2022                                                                | Kallang                                                                  | Singapore                                                                | 2 – 0                                                                    | Filippine                                                                | Amichevole                                                               | -                                                                        | 90+1’                                                                    |
| 21-9-2022                                                                | Ho Chi Minh                                                              | Vietnam                                                                  | 4 – 0                                                                    | Singapore                                                                | Amichevole                                                               | -                                                                        | 72’                                                                      |
| 17-12-2022                                                               | Kallang                                                                  | Singapore                                                                | 3 – 1                                                                    | Maldive                                                                  | Amichevole                                                               | 1                                                                        | 52’                                                                      |
| 24-12-2022                                                               | Kallang                                                                  | Singapore                                                                | 3 – 2                                                                    | Birmania                                                                 | AFF Cup 2022 - 1º turno                                                  | 1                                                                        | 53’                                                                      |
| 27-12-2022                                                               | Vientiane                                                                | Laos                                                                     | 0 – 2                                                                    | Singapore                                                                | AFF Cup 2022 - 1º turno                                                  | -                                                                        | 31’ 61’                                                                  |
| 30-12-2022                                                               | Kallang                                                                  | Singapore                                                                | 0 – 0                                                                    | Vietnam                                                                  | AFF Cup 2022 - 1º turno                                                  | -                                                                        | 46’                                                                      |
| Totale                                                                   |                                                                          | Presenze                                                                 | 9                                                                        |                                                                          | Reti                                                                     | 2                                                                        |                                                                          |

## Palmarès

### Club

#### Competizioni nazionali
- Thai League Cup: 1

BG Pathum Utd: 2024